# Garden City (Idaho)
Garden City – miasto w Stanach Zjednoczonych, w stanie Idaho, w hrabstwie Ada, nad rzeką Boise.